# Obermorschwihr
Obermorschwihr település Franciaországban, Haut-Rhin megyében. Lakosainak száma 406 fő (2022. január 1.). Obermorschwihr Eguisheim, Hattstatt, Herrlisheim-près-Colmar és Vœgtlinshoffen községekkel határos.

## Népesség
A település népességének változása:
| Lakosok száma | 360  | 362  | 366  | 359  | 358  | 358  | 378  | 392  | 406  |
|               | 2013 | 2015 | 2016 | 2017 | 2018 | 2019 | 2020 | 2021 | 2022 |